# Turning Tables
Turning Tables è un singolo della cantautrice britannica Adele, pubblicato il 13 dicembre 2011 come quarto estratto dal secondo album in studio 21.
Il brano ha fatto il proprio ingresso nelle classifiche internazionali in corrispondenza con l'uscita del disco, prima ancora di essere stato pubblicato come singolo. Nei primi mesi del 2012, Turning Tables è entrato anche nelle classifiche di diversi Paesi europei, raggiungendo il massimo successo in Italia, dove si è piazzato all'ottavo posto nella Top Singoli.
Il brano è stato incluso anche nell'album e DVD dal vivo Live at the Royal Albert Hall, pubblicato nel novembre 2011. Tale versione, registrata a Londra il 22 settembre 2011, è stata realizzata con l'accompagnamento di una numerosa sezione di violini.

## Descrizione
Musicalmente, si tratta di una ballata guidata dal pianoforte, scritta da Adele insieme a Ryan Tedder, frontman del gruppo statunitense OneRepublic, e prodotta da Jim Abbiss.
Secondo quanto dichiarato dallo stesso Tedder, fu quest'ultimo ad iniziare la scrittura del brano, ispirandosi al primo successo internazionale della cantante, ovvero Chasing Pavements. Ascoltata la prima bozza del brano, Adele sentì che rispecchiava pienamente la vicenda personale della fine della relazione con il suo ex-fidanzato, della quale Tedder non era ancora a conoscenza, e insieme a quest'ultimo completò la scrittura del pezzo. Il testo è infatti ispirato ad un litigio tra Adele ed il suo compagno, avvenuto durante una cena con amici, e usa il tavolo girevole del ristorante come metafora per descrivere lo scambio reciproco di accuse.

## Classifiche
| Classifica (2011/2012) | Posizione massima |
| ---------------------- | ----------------- |
| Australia              | 34                |
| Belgio (Fiandre)       | 54                |
| Belgio (Vallonia)      | 52                |
| Canada                 | 60                |
| Italia                 | 8                 |
| Paesi Bassi            | 45                |
| Regno Unito            | 62                |
| Stati Uniti            | 63                |